# Mosè (miniserie televisiva 1995)
Mosè (Moses), conosciuta anche come Le storie della Bibbia - Mosè, è una miniserie televisiva in due puntate del 1995, diretta dal regista Roger Young e con protagonisti Ben Kingsley, Frank Langella e Christopher Lee. Basata sul Libro dell'Esodo, racconta la storia di Mosè e della liberazione del popolo ebraico dalla schiavitù in Egitto.
Co-prodotta dalla Rai e dalla Lux Vide in collaborazione con altre televisioni internazionali, e interpretata da un cast d'eccezione, è stata trasmessa in prima serata su Rai 1 il 18 e 20 dicembre 1995, conquistando oltre 10 milioni di telespettatori. È stata inoltre distribuita come film, in un unico episodio, per la durata complessiva ridotta di 103 minuti. La miniserie è una delle poche produzione filmiche a non mostrare Ramses II come il faraone che si scontrò con Mosè. Infatti viene qui inteso come Merenptah, il faraone dell'Esodo.

## Trama
Allevato alla corte del faraone Ramses II, per sfuggire alla persecuzione sugli ebrei trasferitisi in Egitto, Mosè scopre di essere ebreo, commette un delitto per difendere uno schiavo ebreo e fugge nel deserto per scampare alla pena prevista per gli omicidi. Qui sposa la madianita Sefora e ha con lei due figli; ma un giorno, mentre è al pascolo con il gregge, Dio gli appare e gli chiede di tornare in Egitto per liberare il suo popolo, gli Ebrei, e condurli nella terra promessa.
Quando il nuovo faraone Memefta si rifiuta di lasciare libero il popolo ebraico e raddoppia il loro lavoro in schiavitù, Mosè, su indicazione di Dio, scatena sull'Egitto le dieci piaghe: l'acqua del Nilo trasformata in sangue, le rane, le zanzare, i mosconi, le ulcere, la grandine, la moria del bestiame, le cavallette, le tenebre per tre giorni e la morte dei figli primogeniti degli egiziani. Quest'ultima piaga, che colpirà anche il figlio del faraone, costringerà il sovrano a cambiare idea.
Una volta libero dalle catene della schiavitù, il popolo ebraico dà vita alla neonata religione ebraica, che indice quel giorno come Pasqua ebraica di liberazione, attraversa il mar Rosso, eludendo gli egiziani, che hanno ricambiato idea ma falliscono nell'ucciderli, e giunge dopo 50 giorni al monte Sinai, dove Mosè, indicendo quel giorno come Pentecoste ebraica, riceve da Dio le tavole della legge, la Torah con dieci comandamenti, che li guideranno di nuovo a Canaan

## Produzione
In collaborazione con tre paesi (Italia, Germania e Stati Uniti), la miniserie venne realizzata unicamente in Marocco, fra: Agadir, Ouarzazate e gli Atlas Corporation Studios sempre ad Ouarzazate.

## Ascolti
| n° | Prima TV Italia  | Telespettatori | Share  |
| -- | ---------------- | -------------- | ------ |
| 1  | 18 dicembre 1995 | 10 837 000     | 36.28% |
| 2  | 20 dicembre 1995 | 10 236 000     | 36,05% |